# Hyphydrus holomelas
Hyphydrus holomelas – gatunek wodnego chrząszcza z rodziny pływakowatych, podrodziny Hydroporinae i plemienia Hyphydrini.

## Taksonomia
Gatunek opisany został w 1984 roku przez Olofa Biströma. Zaliczany jest do grupy gatunków signatus.

## Opis
Osiąga od 3,2 do 3,5 mm długości ciała. Przednie krętarze samców z niewielkim wcięciem o ostrych krawędziach, symetryczne. Pokrywy ciemno ubarwione, o punktacji w części środkowej złożonej z dwóch rodzajów punktów: główne 3-4 razy większe od drobnych. Penis posiada wierzchołkowo-boczną kępkę włosków, w obrysie części przedniej widzianej z boku jest zakrzywiony, na wierzchołku całkiem szeroki. W widoku grzbietowym płatki penisa nie są przedłużone zewnętrznie, wierzchołkowo.

## Występowanie
Gatunek ten jest endemitem Malezji.